# متحف اركل
متحف اركل هو متحف في الهند تأسس في 1 يوليو 2005، يبلغ عدد زواره سنويا 13156 زائر.

## معرض الصور

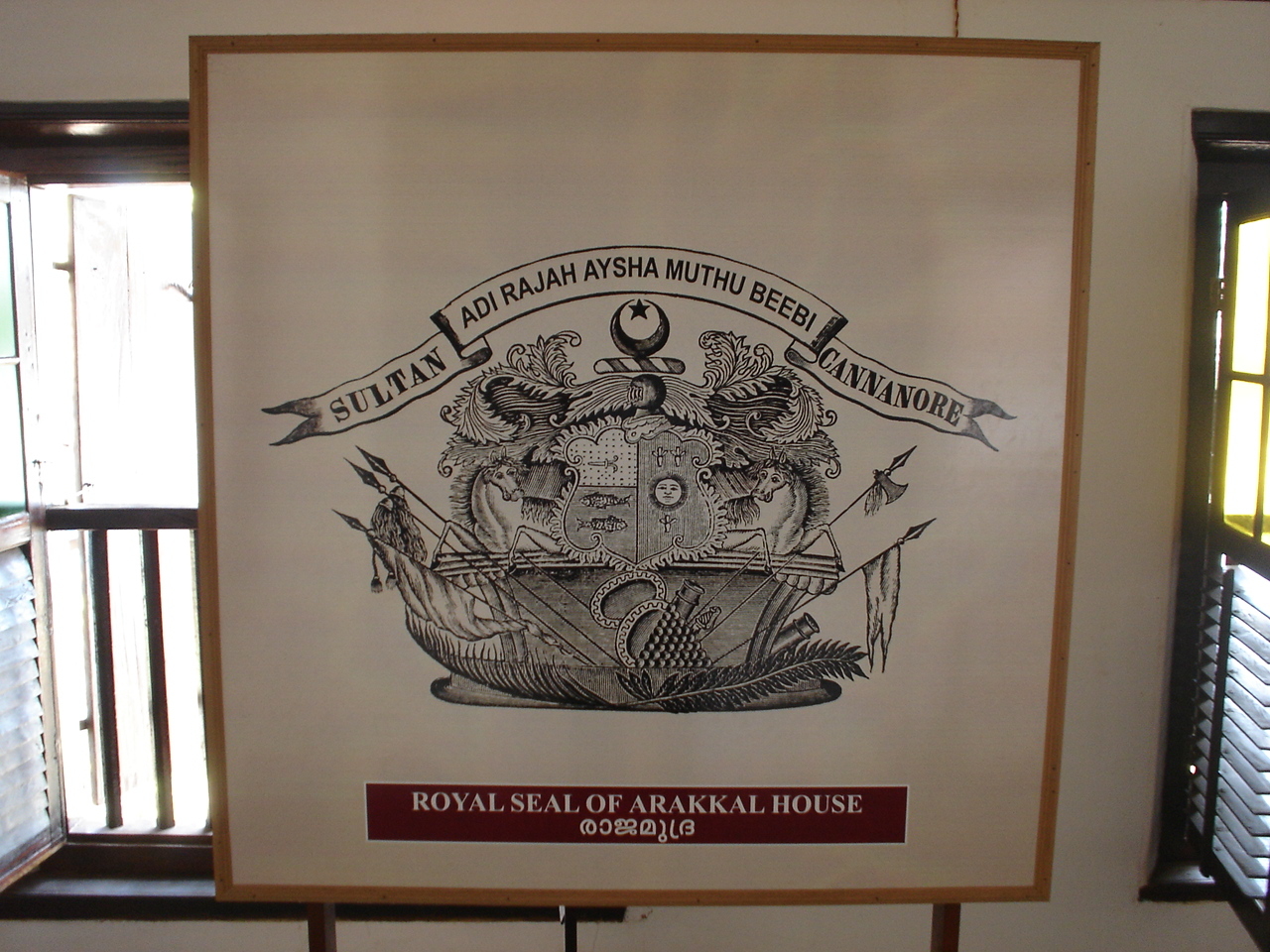
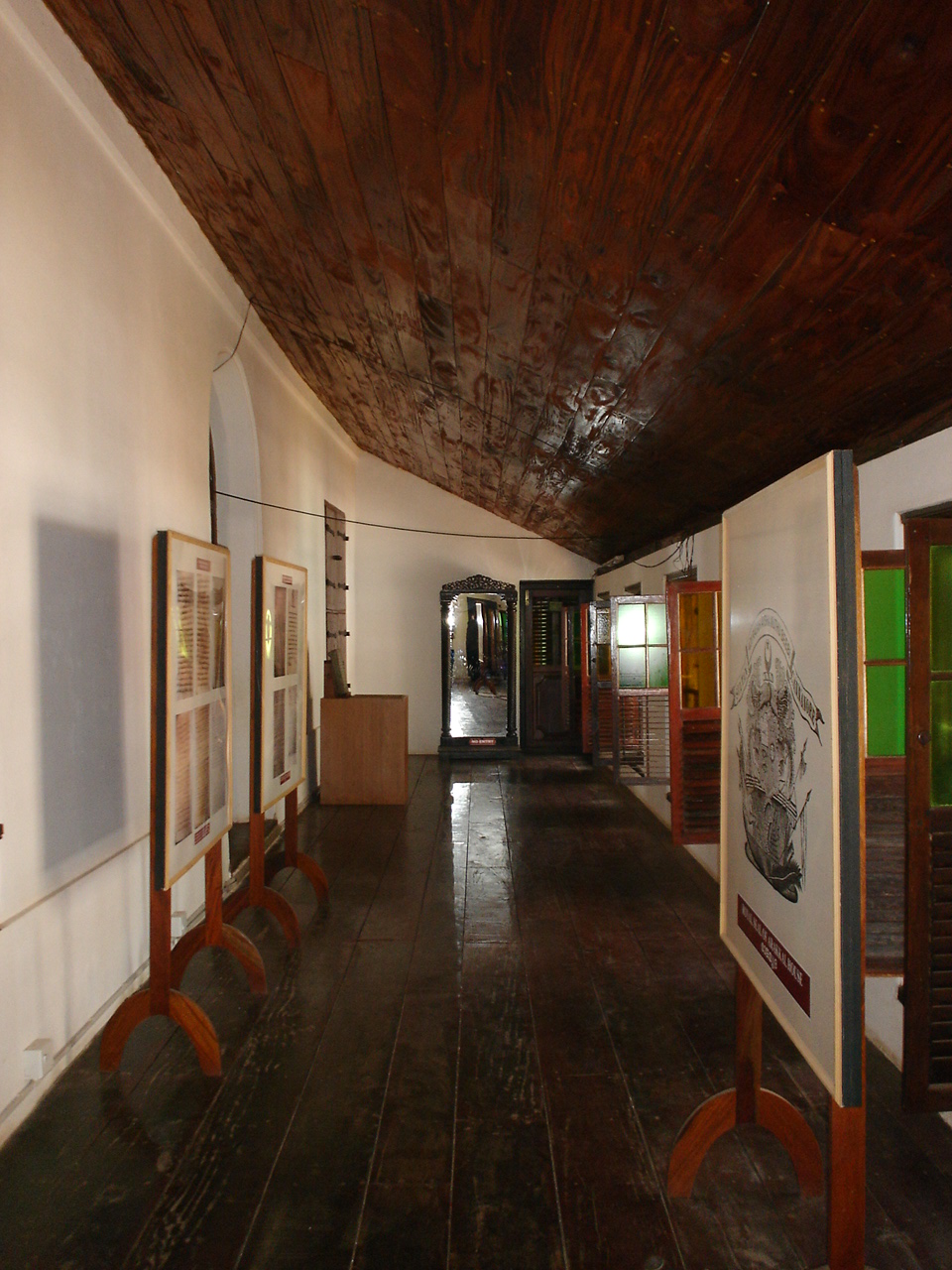
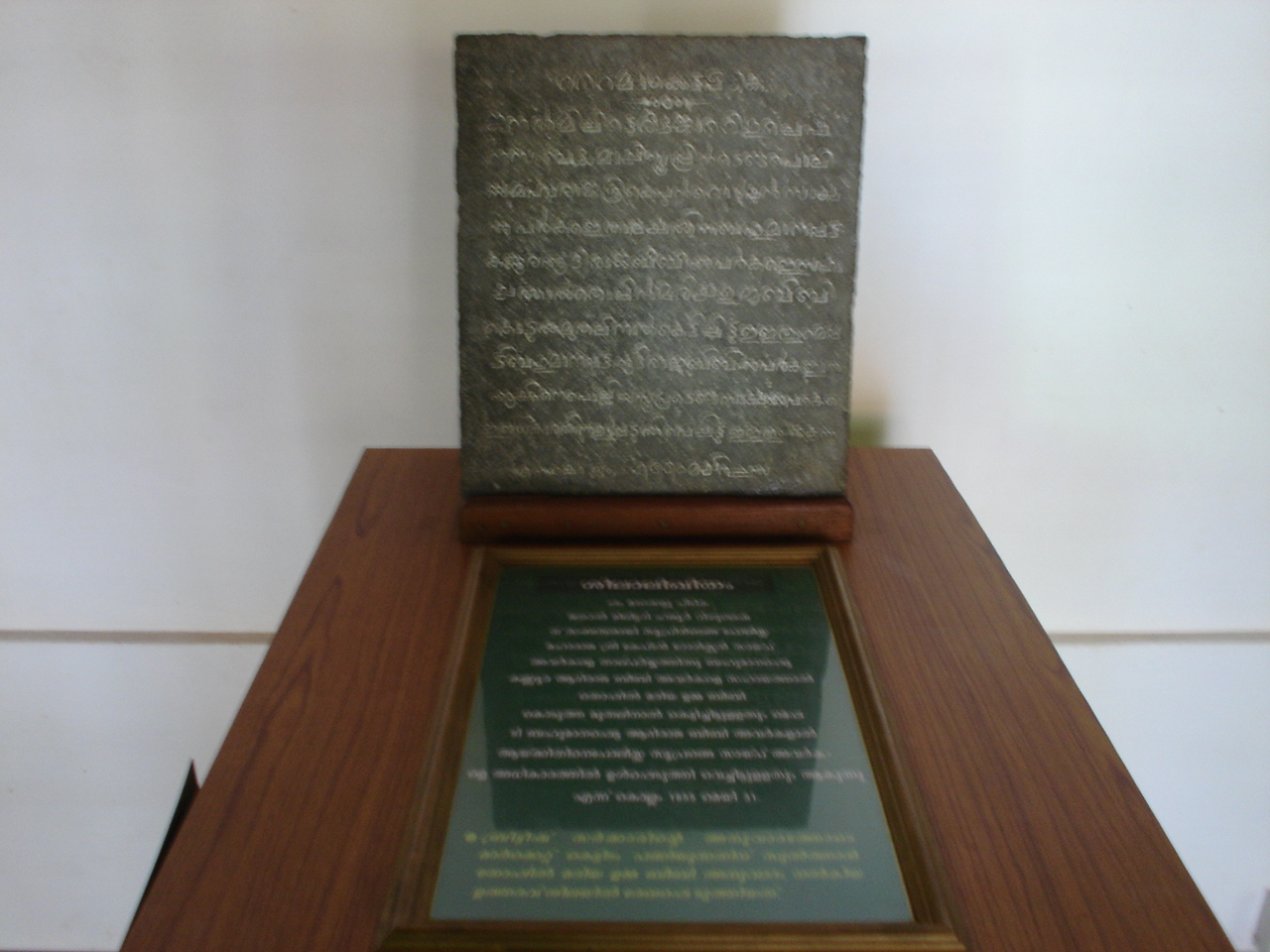
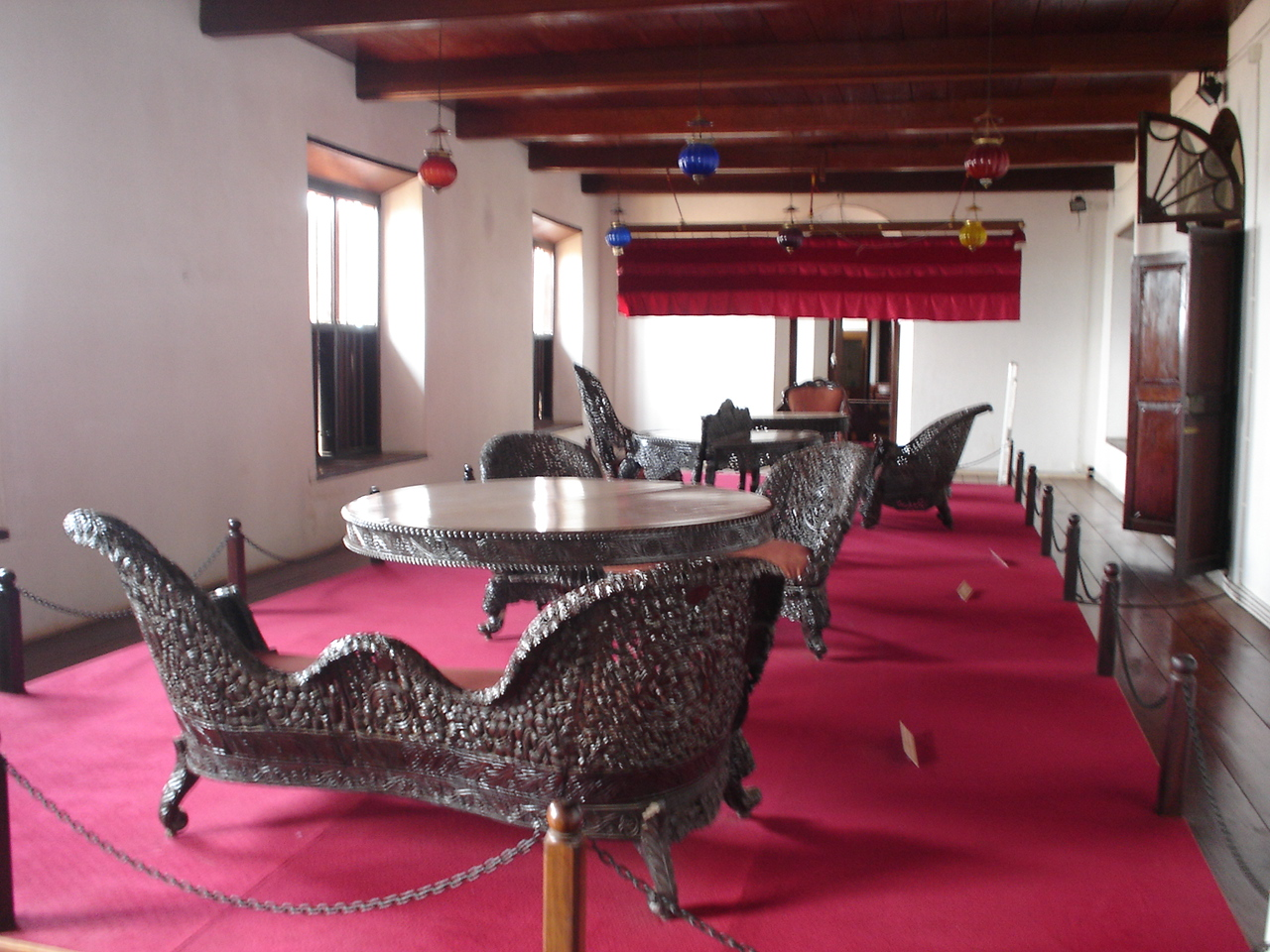
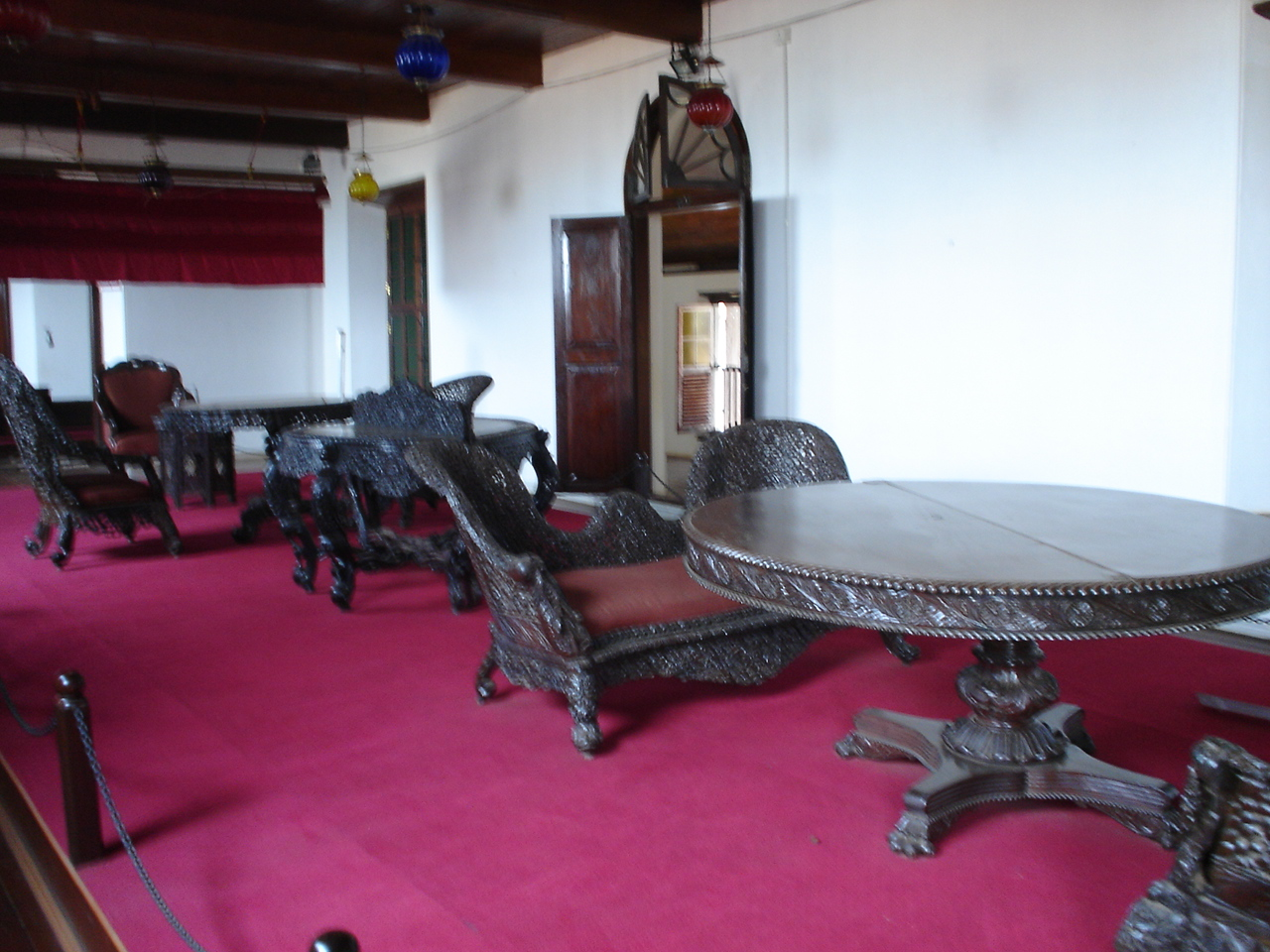
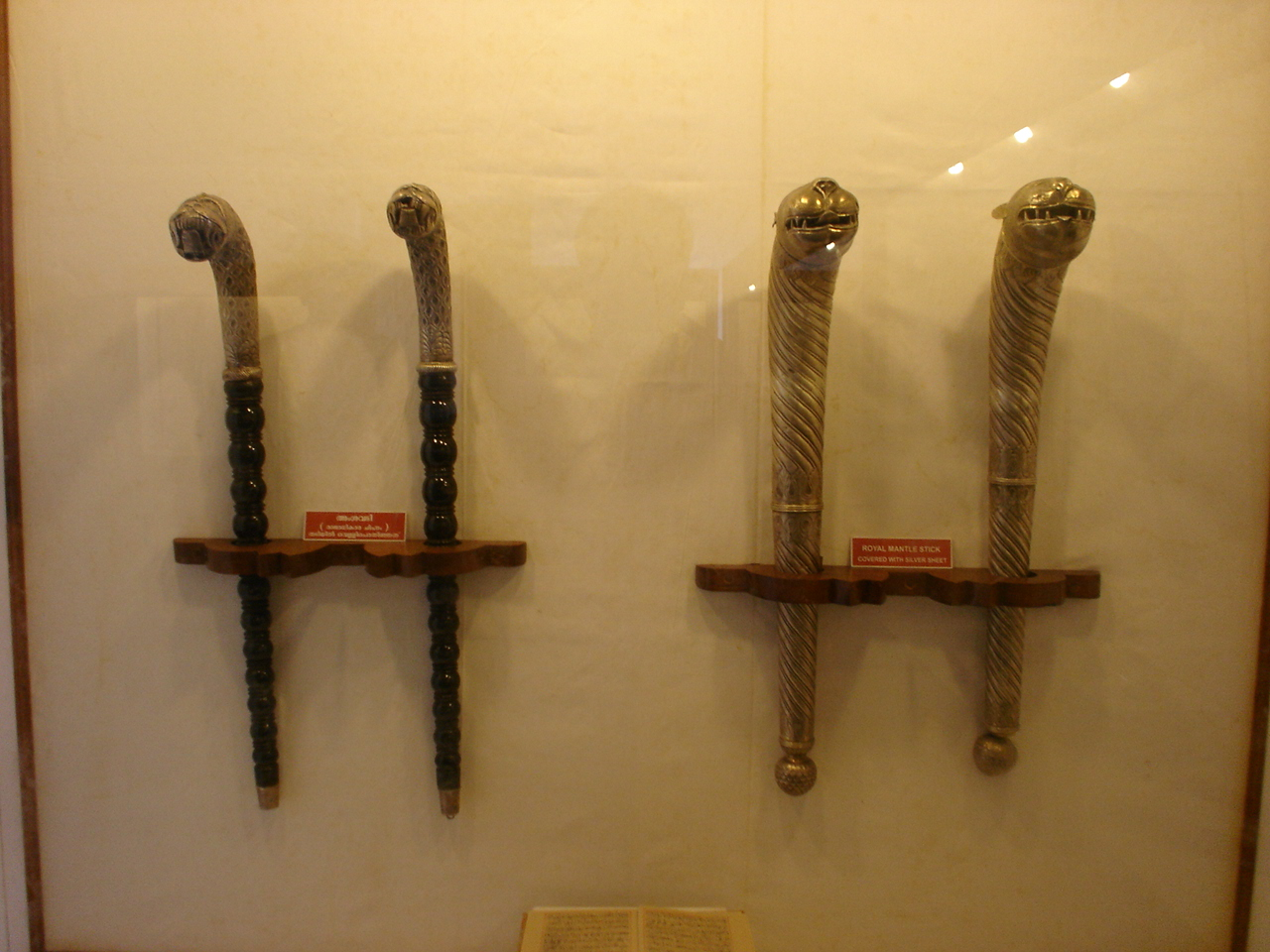
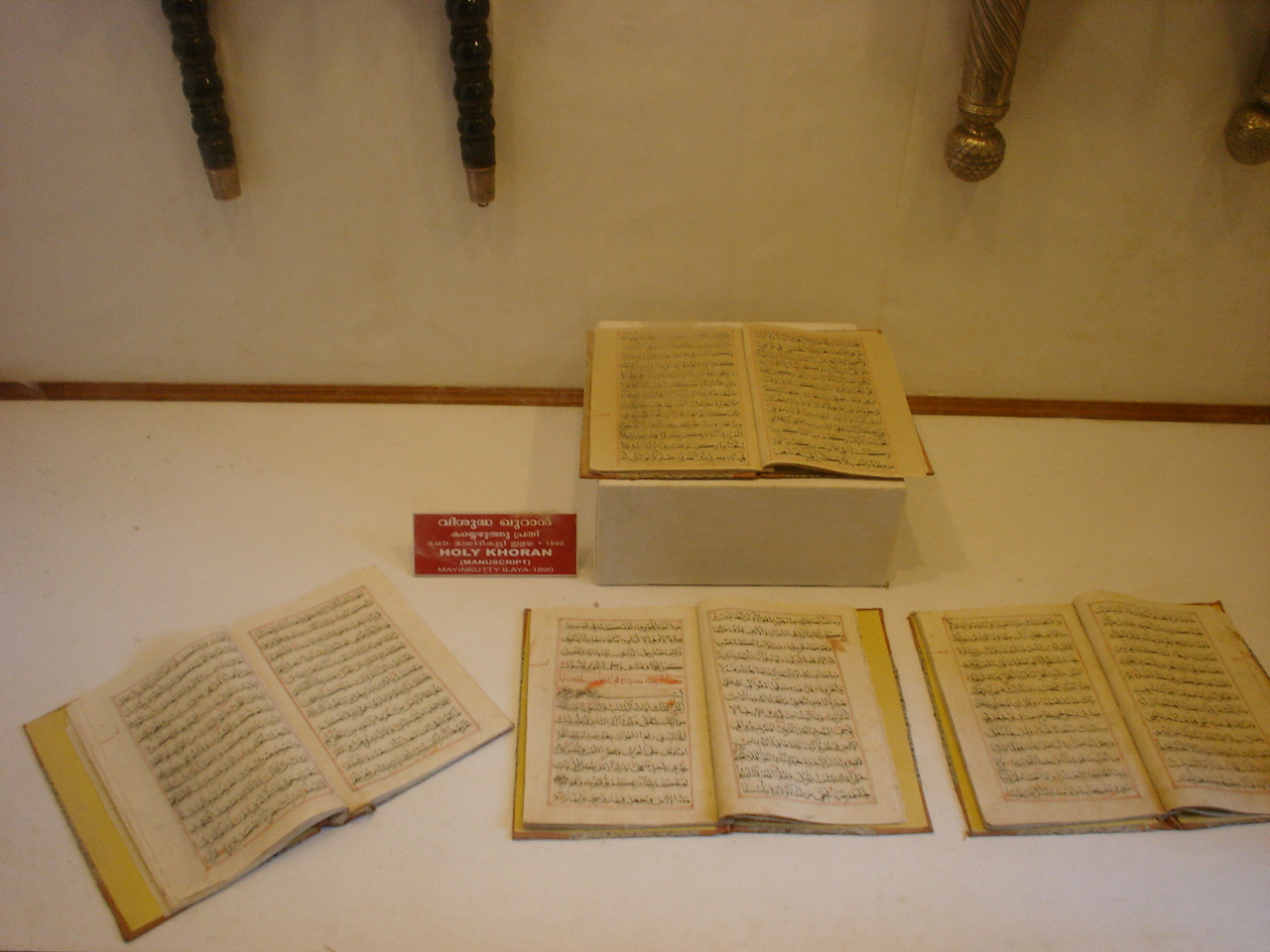
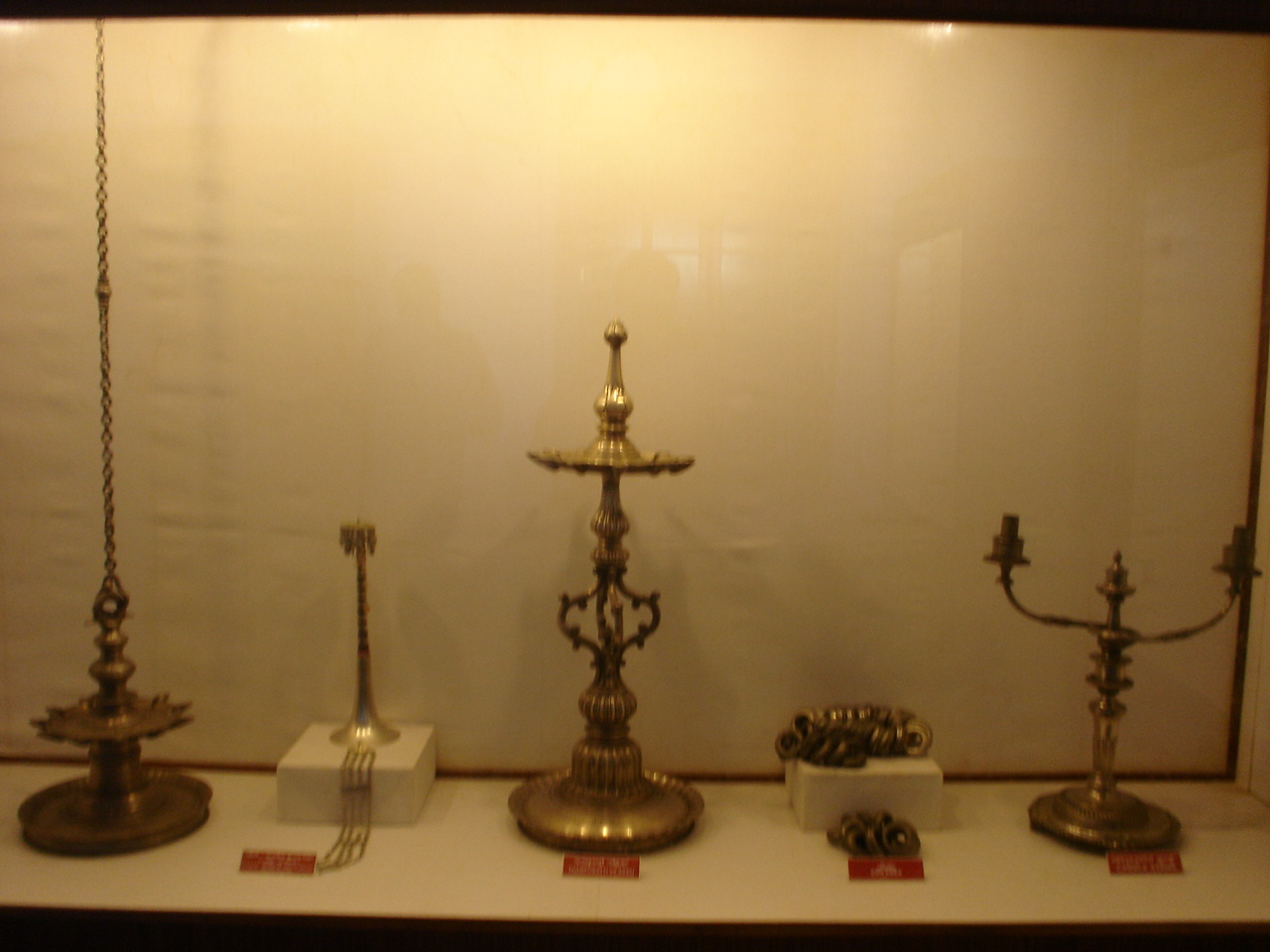
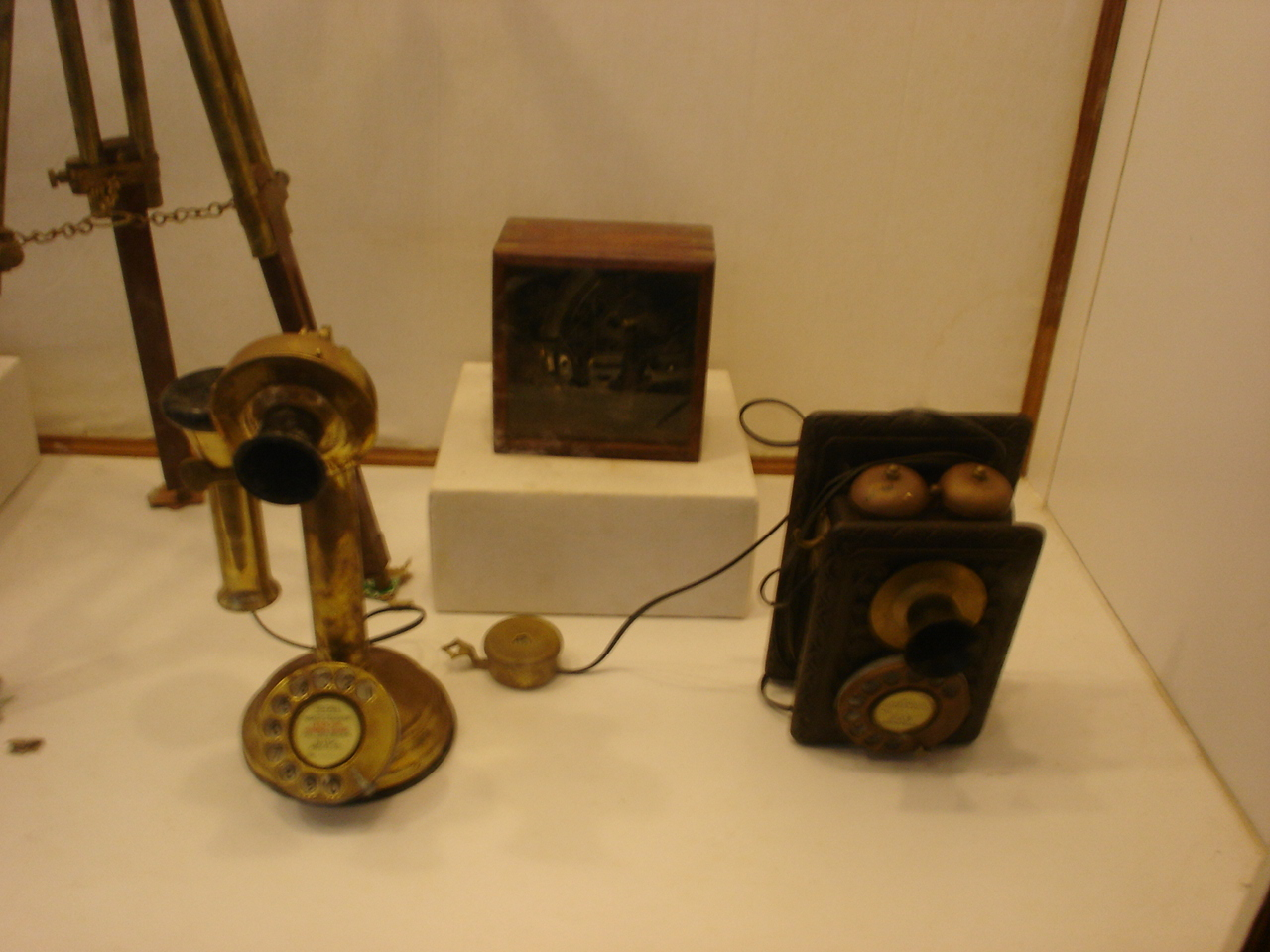
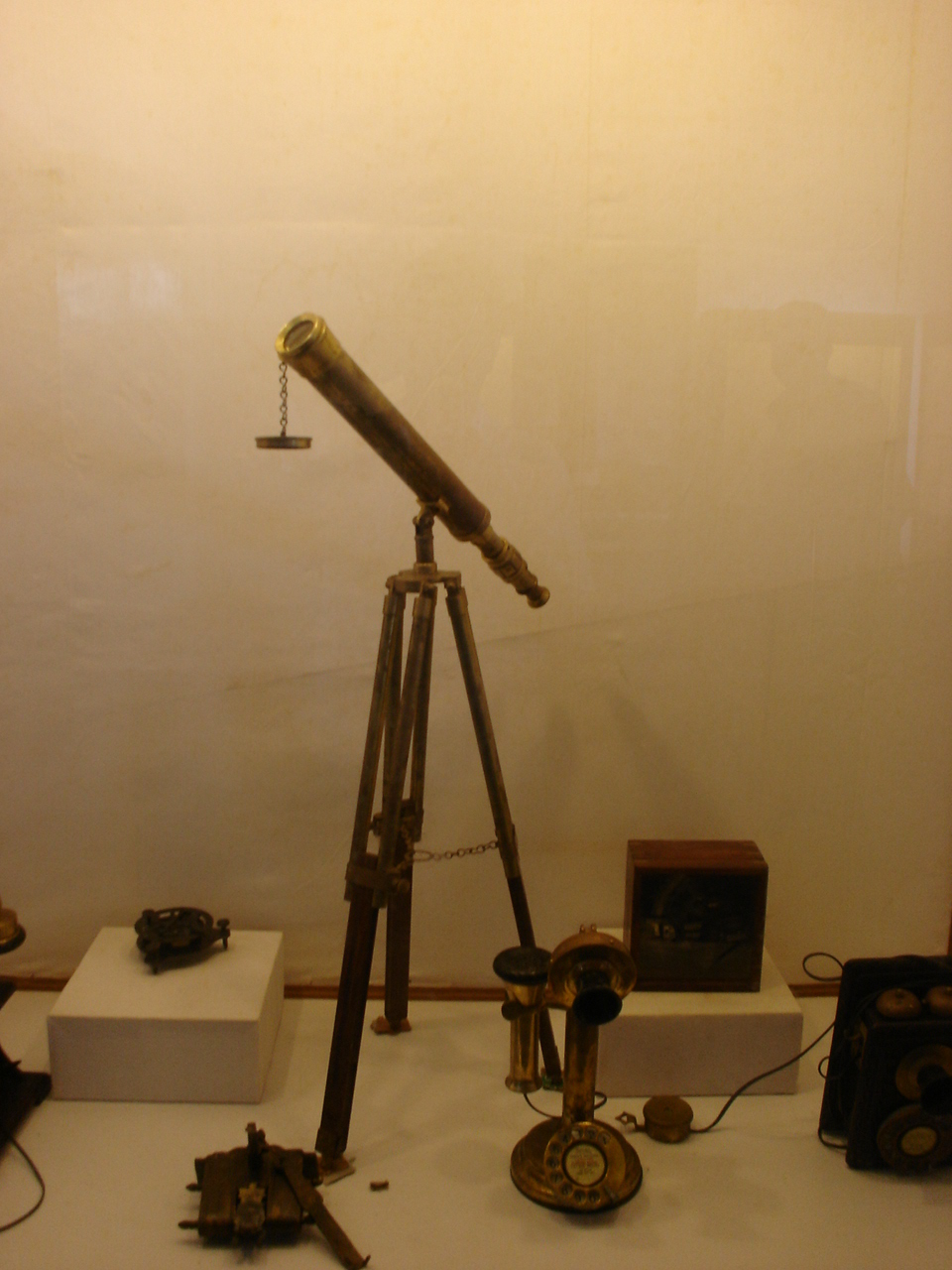
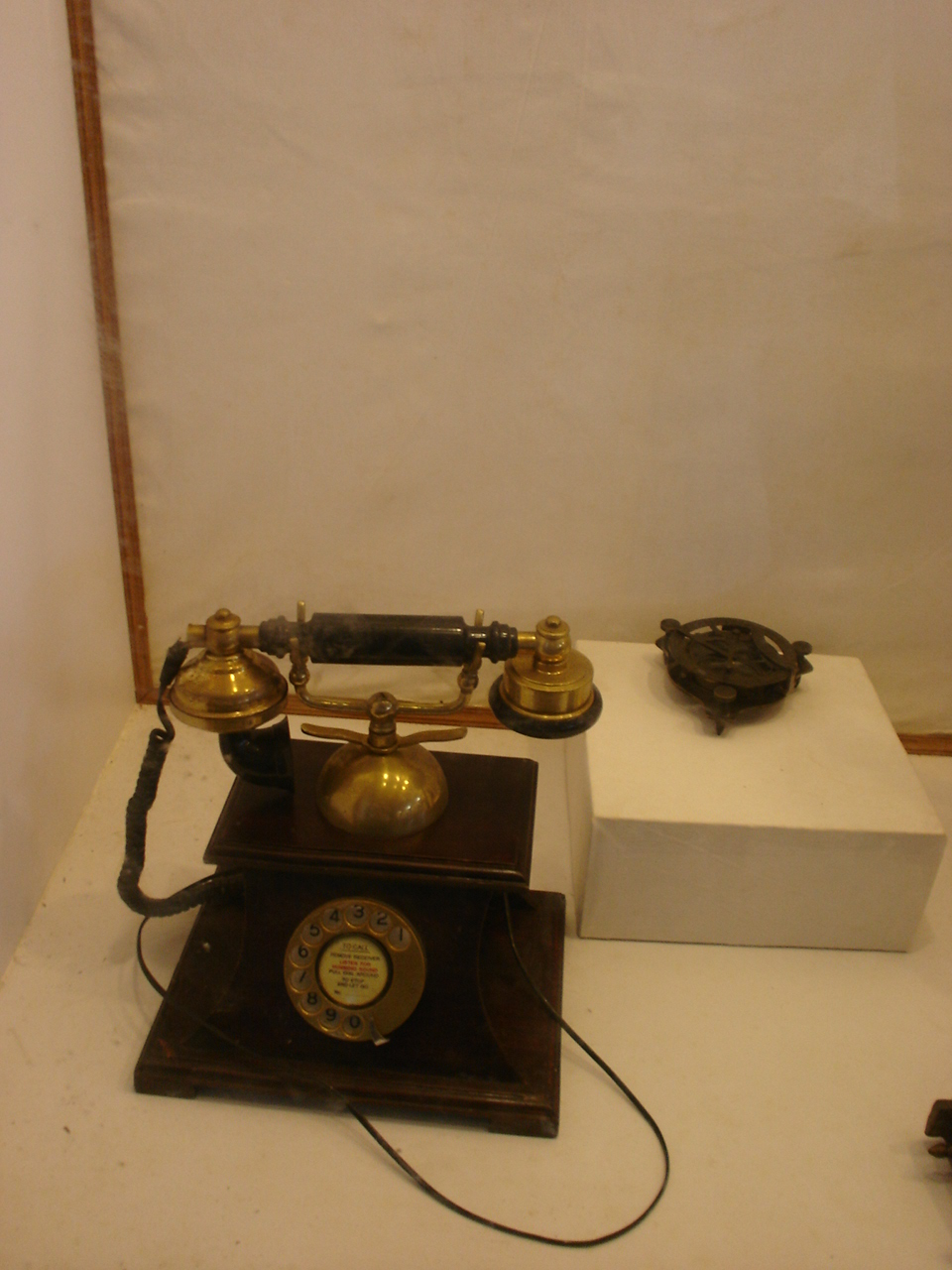
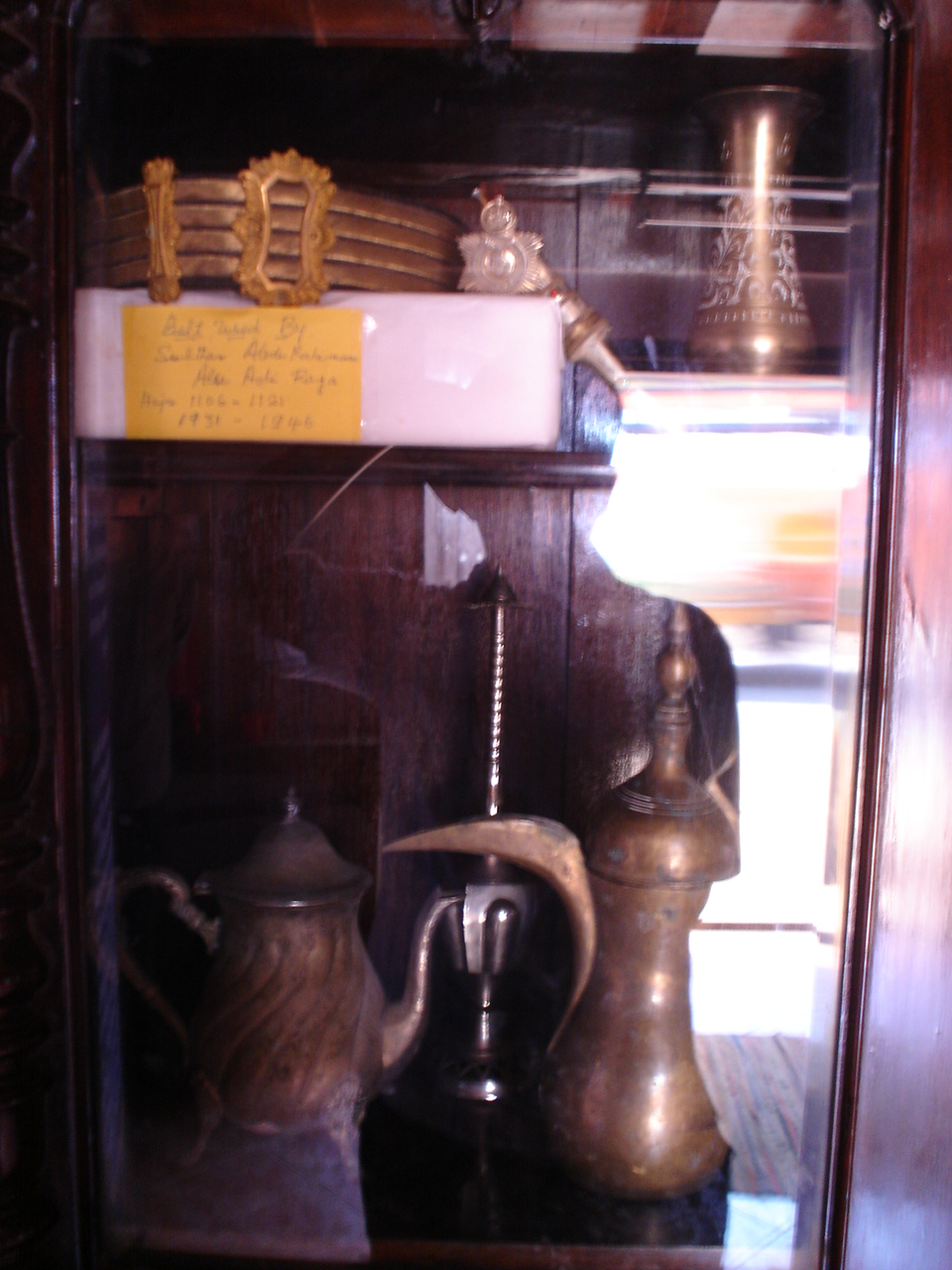